# Gall (peix)

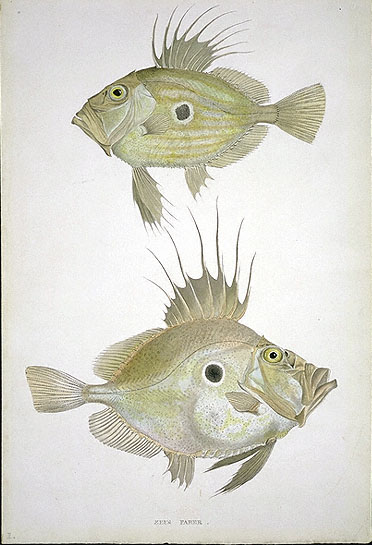
Il·lustració d'un gall de Sant Pere (circa 1831-1841)

El gall, gall marí o gall de Sant Pere (Zeus faber) és un peix teleosti, perciforme, de la família dels zeids i comú a les costes del mediterrani, on és força apreciat per la seua carn.

## Morfologia
- Fa 30-50 cm de llargària total i un pes de 2 kg. Les femelles poden arribar als 65 cm amb un pes de 8 kg.
- Cos ovalat, alt i bastant comprimit lateralment, cobert de petites escames.
- Cap enorme amb el perfil convex i amb punxes.
- Ulls relativament grossos.
- L'aleta dorsal té els primers radis molt llargs i lliures i els altres units i curts.
- L'aleta caudal és arrodonida i ampla.
- Les aletes pectorals són petites i es troben per darrere de les pèlviques.
- Té una gran taca negra al centre de cadascun dels costats vorejada per una franja circular blanca (la llegenda diu que són les ditades que li va deixar Sant Pere quan el va agafar).
- La boca és molt grossa i protàctil.
- Coloració grisa platejada, més fosca a la part dorsal amb petites taques groguenques pels costats.

## Reproducció
Arriba a la maduresa sexual als 3-4 anys i es reprodueix entre els mesos de novembre i maig. Els ous són pelàgics.

## Alimentació
Aprofita la forma del seu cos per apropar-se a les seues preses (peixos, com ara sardines, i cefalòpodes, fonamentalment calamars) sense ésser vist i s'atraca amb lentes ondulacions de les aletes.

## Hàbitat
Viu al fons de sorra i llim de la plataforma continental entre els 100 i 200 m de fondària. Ocasionalment se'n pot trobar a les praderies de Posidonia, a partir dels 30 m.

## Distribució geogràfica
Apareix a tot el Mediterrani, a la mar Negra, a l'Atlàntic oriental des d'Anglaterra fins a Sud-àfrica, al sud-est d'Àsia, Japó i Austràlia. És molt abundant a la Mar del Nord.

## Costums
- A Catalunya és més freqüent a l'estiu.
- És un peix solitari i mal nedador.
- Pot arribar a viure 12 anys.

## Pesca
Es captura amb arts d'arrossegament, tremall i palangres. Esportivament es pesca amb volantí i esca viva, però depèn dels anys, ja que hi ha unes èpoques més bones que altres.